# Цвейг, Арнольд
Арнольд Цвейг (нем. Arnold Zweig; 10 ноября 1887[…], Глогув, Пруссия — 26 ноября 1968[…], Восточный Берлин) — известный немецкий писатель XX века.

## Биография
Арнольд Цвейг родился в семье седельщика еврейского происхождения. Образование (германистика, философия, филология, история искусств, экономика) получил в университете Бреслау. Затем учился в университетах Гёттингена, Мюнхена, Берлина, Ростока и Тюбингена. В этот период находился под сильным влиянием философии Ницше.
Первыми опубликованными его произведениями были «Новеллы о Клавдии» в 1912 году (рус. пер. 1923 года) и позднее опубликованный роман — «Записки о семье Клочфер» (1911). За написанную в 1914 году драму «Ритуальное убийство в Венгрии» автор в 1915 году был удостоен литературной премии Генриха Клейста. Произведения Арнольда Цвейга стилистически консервативны и, в то же время, либеральны по содержанию.
В течение своей жизни он прошёл путь от прусского патриота до пацифиста после Первой мировой войны, затем был сионистом во второй половине 1920-х — 1930-е годы, включая годы жизни в Палестине и, уже в конце жизни — коммунистом, одним из самых почитаемых писателей ГДР, хотя и в литературном творчестве и в мировоззрении Арнольда Цвейга влияние его друга Зигмунда Фрейда всегда ощущалось сильнее влияния Карла Маркса.
С началом Первой мировой войны А. Цвейг отправился на фронт, он служил в Сербии, Бельгии, Литве, воевал под Верденом. Увиденные ужасы войны к её концу превратили его из германского ультрапатриота в социалиста и пацифиста. Цикл романов «Большая война белых людей», посвящённый событиям 1914—1918 годов, создавался затем писателем в течение практически всей его жизни и является основным в его творчестве. В него вошли следующие книги: «Спор об унтере Грише» (1927, признанный лучшим произведением А. Цвейга), «Молодая женщина 1914 года» (1931), «Воспитание под Верденом» (1935), «Возведение на престол» (1937), «Затишье» (1954), «Время созрело» (1957), «Лёд тронулся» (не окончено). В эмиграции также была написана книга «Вандебекский топор» (1943, на иврите).
После Первой мировой войны А. Цвейг жил на берегу озера Штарнбергер-Зе и существовал как свободный писатель. В этот период А. Цвейг поддерживал дружеские отношения с Зигмундом Фрейдом и Лионом Фейхтвангером, он исповедовал социалистические взгляды. Позднее он вступил в переписку с Мартином Бубером и участвовал в сионистском движении.
После прихода нацистов к власти в 1933 году книги Цвейга оказались среди сожжённых 10 мая 1933 года. В том же году Цвейг эмигрировал, сначала в Чехословакию, а оттуда через Францию и Швейцарию — в Палестину (в 1934 году), жил в Хайфе. После окончания Второй мировой войны писатель возвратился в Германию, жил в Берлине, столице ГДР. В 1962 году в ГДР вышел его роман «Дорогая мечта».
В немецком социалистическом государстве А. Цвейг пользовался заслуженным уважением, занимал важные посты в общественных и культурных организациях. А. Цвейг — депутат Народной палаты ГДР (1949—1968), президент Германской академии искусств ГДР (в 1950—1953, затем — почётный президент). С 1949 года он — член Всемирного совета мира, выступал на его съездах в Варшаве и Париже.
В 1958 году писателю присуждена Международная Ленинская премия «За укрепление мира между народами». В 1950 году он удостоен Национальной премии ГДР 1-й степени. Был награждён орденом За заслуги перед Отечеством (ГДР).
В ФРГ, в связи с тем, что А. Цвейг связал свою жизнь с Германской Демократической Республикой, его послевоенное творчество длительное время замалчивалось.

## Сочинения
- Aufzeichnungen über eine Familie Klopfer, 1911 (7. Aufl. 1923)
- Novellen um Claudia, 1912, ISBN 3-351-03401-6
- Abigail und Nabal, 1912 (трагедия, 4. Aufl. 1921)
- Ritualmord in Ungarn (трагедия), 1915
- Quartettsatz von Schönberg, 1916 (рассказ)
- Judenzählung vor Verdun, 1916
- Geschichtenbuch, 1916
- Die Sendung Semaels, 1920 (переработано Ritualmord in Ungarn)
- Das ostjüdische Antlitz, 1920 (совместно с Германом Штруком)
- Gerufene Schatten, 1923
- Frühe Fährten, 1925
- Lessing, Kleist, Büchner, 1925 (Essayband)
- Das neue Kanaan, 1925
- Die Umkehr des Abtrünnigen, 1925
- Der Regenbogen, 1926
- Der Spiegel des grossen Kaisers, 1926
- Caliban oder Politik und Leidenschaft: Versuch über die menschlichen Gruppenleidenschaften dargetan am Antisemitismus, 1926, Neuausgabe: Berlin: Aufbau-Verlag, 2000, ISBN 3-351-03421-0
- Gerufene Schatten, Berlin 1926
- Der Streit um den Sergeanten Grischa, 1927, ISBN 3-7466-5207-3
- Juden auf der deutschen Bühne, 1928 (20 Charakteristiken bedeutender Schauspieler)
- Junge Frau von 1914, 1931, ISBN 3-7466-5210-3
- De Vriendt kehrt heim, 1932, ISBN 3-7466-5202-2
- Die Aufgabe des Judentums, 1933 (совместно с Лионом Фейхтвангером)
- Bilanz der deutschen Judenheit. Ein Versuch, Amsterdam: Querido, 1934; Neuaufl. Berlin: Aufbau, 2000
- Erziehung vor Verdun, 1935, ISBN 3-7466-5211-1
- Einsetzung eines Königs, 1937, ISBN 3-351-03406-7
- Versunkene Tage, 1938
- Bonaparte in Jaffa, 1939
- Das Beil von Wandsbek, hebräisch 1943, dt.1947 (siehe auch Altonaer Blutsonntag), ISBN 3-7466-5209-X
- Die Feuerpause, 1954
- Früchtekorb, 1956
- Die Zeit ist reif, 1957
- Traum ist teuer, 1962 (Roman)
- Über Schriftsteller, 1967